# 新西大寺町筋停留場
新西大寺町筋停留場（日语：／ Shin-saidaizi-cho-suzi teiryūjō */?），又稱新西大寺町筋電車站，是位於岡山縣岡山市北區田町二丁目和表町三丁目，岡山電氣軌道清輝橋線的電車站。車站編號為S06。
此電車站名稱與岡山電氣軌道東山本線的西大寺町停留場和JR赤穗線的西大寺站相近。當中，岡山表町商店街連繋此電車站與西大寺町停留場兩電車站。

## 歷史
- 1928年（昭和3年）3月18日 柳川至大雲寺町（現時：大雲寺前）之間開通[1]，此站啟用。

## 電車站構造
電車站是建造在共用行車道上。電車站設有1面2線的島式低地台月台。

## 電車站周邊
- 岡電巴士、兩備巴士、下電巴士（日语：下津井電鉄）、Megurin「新西大寺町筋」巴士站
- 新西大寺町商店街（日语：岡山表町商店街）
- 三丁目劇場（日语：三丁目劇場）
- 國道53號（日语：国道53号）（國道180號（日语：国道180号）重疊區間，柳川筋（日语：柳川筋））
- 川崎醫科大學綜合醫療中心（日语：川崎医科大学総合医療センター）
- 岡山木村屋（日语：岡山木村屋）
- 香川銀行（日语：香川銀行）岡山分店
- 伊予銀行（日语：伊予銀行）岡山分店
- 岡山信用金庫（日语：おかやま信用金庫）新西大寺町分店

## 相鄰電車站
岡山電氣軌道
■清輝橋線
田町（S05）－新西大寺町筋（S06）－大雲寺前（S07）

## 注腳
1. ↑  岡山電気軌道　路面電車のあゆみ （页面存档备份，存于）（日語）

## 外部連結
- 岡山電気軌道株式会社 電車事業部（路面電車） （页面存档备份，存于）（日語）